# Reinhard Wiesner

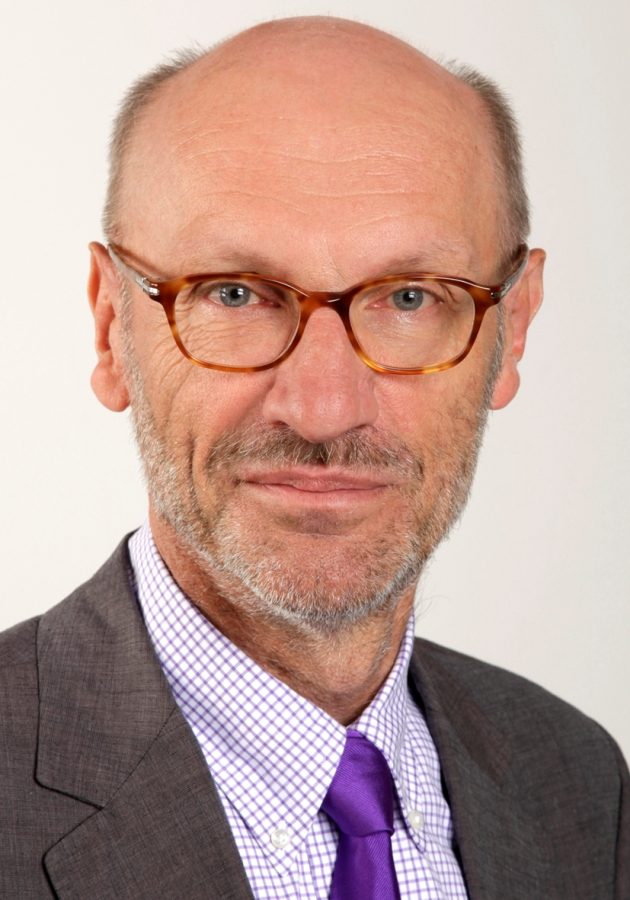
Reinhard Wiesner 2010

Reinhard Wiesner (* 29. Juni 1945 in Eger/Böhmen) ist ein deutscher Rechtswissenschaftler und „Vater“ des SGB VIII (Kinder- und Jugendhilfe). Er lebt seit 2003 in Berlin.

## Leben
Nach dem Besuch eines altsprachlichen Gymnasiums in Weiden und Regensburg studierte Reinhard Wiesner Rechtswissenschaften an den Universitäten München und Regensburg; das 1. Jur. Staatsexamen wurde 1968, das 2. 1973 abgelegt. Zwischenzeitlich war er Stipendiat des British Councils an der University of Edinburgh, Centre for European Governmental Studies. Seine berufliche Laufbahn begann Wiesner als Wiss. Assistent an der Universität Regensburg von 1973 bis 1974, wo er bereits 1972 zum Dr. jur. promoviert wurde (Thema: Administrative Tribunals in Großbritannien: Ein Beitrag zur Kontrolle der Verwaltung in England. Berlin 1974). 1974 ging er nach Bonn in das Bundesministerium für Jugend, Familie und Gesundheit (BMJFG) und wurde 1985 Leiter des Referats Rechtsfragen der Kinder- und Jugendhilfe im Bundesministerium für Familie, Senioren, Frauen und Jugend (BMFSFJ), ab 1989 im Rang eines Ministerialrats. Diese Position hielt er bis 2010 inne.
Seit 2010 befindet sich Wiesner mit Erreichen der Altersgrenze im Ruhestand, ist aber weiterhin als Hochschullehrer, Autor einschlägiger Fachliteratur, Gutachter, Rechtsanwalt sowie als Experte in Fachgremien aktiv. Als Rechtsanwalt ist er seit 2022 Partner bei Bernzen Rechtsanwälte am Standort Berlin. Zuvor war er seit 2010 Partner bei Bernzen Sonntag Rechtsanwälte Steuerberater. Er ist verheiratet und Vater von drei Kindern.

## Wirken
In seiner Position als Verwaltungsjurist und zuständiger Referatsleiter im Jugend- und Familienministerium gestaltete Wiesner das Achte Buch Sozialgesetzbuch (Art. 1 des Gesetzes zur Neuordnung des Kinder und Jugendhilferechts – KJHG – vom 28. Juni 1990) und die über 40 Änderungsgesetze bis zum Ende seiner Dienstzeit inhaltlich und gab dem neuen Kinder- und Jugendhilfegesetz ein Herz. Dazu gehörte vor allem ein anderes Verständnis von Wahrnehmung der staatlichen Mitverantwortung für das Aufwachsen junger Menschen. Nicht mehr die Aufrechterhaltung der öffentlichen Sicherheit und Ordnung bzw. die staatliche Ersatzerziehung geschädigter Kinder und Jugendlicher sollten Aufgabe und Ziel der Kinder- und Jugendhilfe sein (wie dies bislang Leitgedanke des Jugendhilferechts gewesen war), sondern die Förderung der Entwicklung junger Menschen. Da die Erziehungsverantwortung nach dem Grundgesetz primär den Eltern obliegt (Art. 6 Abs. 2 Satz 2 GG), soll der Staat nunmehr die Rechte von Kindern und Jugendlichen auf Förderung ihrer Entwicklung in erster Linie dadurch durchsetzen, dass er die Eltern bei der Wahrnehmung ihrer Erziehungsverantwortung unterstützt und stärkt und auch bei einer Gefährdung des Kindeswohls dafür sorgt, dass die Gefährdung primär durch Hilfen für das Eltern-Kind-System abgewendet werden kann (Vorrang von Hilfe vor Eingriff). In den letzten Jahren hat dabei die Förderung von Kindern in Tageseinrichtungen und in Tagespflege zunehmend an Bedeutung gewonnen: Ihre Aufgabe ist es, Kinder in ihrer Entwicklung zu fördern und die elterliche Erziehung im Sinne einer Erziehungspartnerschaft zu unterstützen und zu ergänzen. Entsprechend dem Sinn und Zweck der jeweiligen Leistung erhielt das SGB VIII deshalb sowohl solche Leistungen, die unmittelbar an das Kind oder den Jugendlichen adressiert sind als auch solche, die sich an die Eltern bzw. das Eltern-Kind-System richten. Im Ergebnis soll das Gesetz sowohl die Erziehungsverantwortung der Eltern achten als auch die Grundrechte des Kindes auf Gewährleistung der elterlichen Erziehung sowie zum Schutz vor Gefahren für ihr Wohl schützen.
Wiesner ist Herausgeber des „Wiesner“, des Kommentars zum SGB VIII – Kinder- und Jugendhilfe – und Mitherausgeber des Handbuchs Münder/Wiesner Kinder- und Jugendhilferecht sowie der Zeitschrift für Kindschaftsrecht und Jugendhilfe (ZKJ).
2003 wurde er zum Honorarprofessor an der FU Berlin im Fachbereich Erziehungswissenschaften und Psychologie ernannt.
Reinhard Wiesner sitzt der Fachkonferenz Grundsatz- und Strukturfragen des Deutschen Instituts für Jugendhilfe und Familienrecht vor.

## Auszeichnungen
- 2001: Ehrendoktor (Dr. rer. soc. h. c.) an der Uni Tübingen – Fakultät für Sozial- und Verhaltenswissenschaften[2]
- 2010: Erster Preisträger des AGJ-Ehrenpreises der Kinder- und Jugendhilfe[3]

## Schriften
- mit Walter H. Zarbock (Hrsg.): Das neue Kinder- und Jugendhilfegesetz (KJHG) und seine Umsetzung in die Praxis. Köln u. a. 1991.
- mit Ferdinand Kaufmann, Thomas Mörsberger, Helga Oberloskamp, Jutta Struck: SGB VIII – Kinder- und Jugendhilfe. Kommentar. München 1995 mit Nachtrag 1996; 2. Ausgabe 2000.
- mit Gila Schindler, Heike Schmid: Das neue Kinder- und Jugendhilferecht. Einführung – Texte – Materialien, Köln 2006.
- mit Johannes Münder (Hrsg.): Kinder- und Jugendhilferecht. Handbuch, Baden-Baden 2007.
- mit Johannes Münder, Thomas Meysen (Hrsg.): Kinder- und Jugendhilferecht. 2. Auflage. Baden-Baden 2011 (Handbuch).
- (Hrsg.): SGB VIII-Kinder- und Jugendhilfe. 3. Auflage. München 2006, 4. Auflage 2011.

Aufsätze (Auswahl)
- Elternrecht, Jugendhilfe und die Stellung des jungen Menschen. In: Zeitschrift für Rechtspolitik. 12 (1979) 11, S. 285–292.
- Der mühsame Weg zu einem neuen Jugendhilfegesetz. Zur Geschichte der Neuordnung des Jugendhilferechts. In: Recht der Jugend und des Bildungswesens. 38 (1990) 2, S. 112–125.
- Über die Indienstnahme der Jugendhilfe für das Jugendstrafrecht. In: Bundesministerium der Justiz (Hrsg.): Grundfragen des Jugendkriminalrechts und seiner Neuregelung. Bonn 1992, S. 144–151.
- mit Jutta Struck: Der Rechtsanspruch auf einen Kindergartenplatz. Wirkungen und Nebenwirkungen einer Entscheidung des Gesetzgebers. In: Zeitschrift für Rechtspolitik. 25 (1992) 12, S. 452–456.
- Zwischen familienorientierter Hilfe und Kinderschutz – Interventionen im Rahmen des KJHG: ein unlösbares Dilemma? In: Praxis der Kinderpsychologie und Kinderpsychiatrie. 45 (1996) 8, S. 286–289.
- Die Umgestaltung des Wohlfahrtsstaates durch das Recht. In: Siegfried Müller, Heidi Reinl (Hrsg.): Soziale Arbeit in der Konkurrenzgesellschaft, Beiträge zur Neugestaltung des Sozialen. Neuwied u. a. 1997, S. 47–65.
- Kinderrechte – Zur rechtlichen und politischen Bedeutung eines Begriffs. In: Zentralblatt für Jugendrecht. 85 (1998) 5, S. 173–180.
- Die rechtliche Stellung von Kindern im Sozialstaat. In: Kränzl-Nagl, Mierendorff, Olk (Hrsg.): Kindheit im Wohlfahrtsstaat. Frankfurt / New York 2003, S. 153–182.
- Freiheitsentziehung in pädagogischer Verantwortung. In: Das Jugendamt. 76 (2003) 3, S. 109–116.
- Das Wächteramt des Staates und die Garantenstellung der Sozialarbeiterin/des Sozialarbeiters zur Abwehr von Gefahren für das Kindeswohl. In: Zentralblatt für Jugendrecht. 91 (2004) 5, S. 161–172.
- mit Heike Schmid: Die Kinder- und Jugendhilfe und die Föderalismusreform. In: Zeitschrift für Kindschaftsrecht und Jugendhilfe. 1 (2006) 9., S. 392 und 10, S. 449.
- Von der Berufsvormundschaft zum Rechtsanspruch auf Jugendhilfe. In: Das Jugendamt. 79 (2006) 12, S. 558–569.
- Kinderrechte in die Verfassung?! In: Zeitschrift für Kindschaftsrecht und Jugendhilfe. 3 (2008) 6, S. 225–229.
- Jugendhilfe und Justiz – Möglichkeiten und Grenzen der Kooperation aus der Sicht der Jugendhilfe. In: Bundesministerium der Justiz (Hrsg.): Das Jugendkriminalrecht vor neuen Herausforderungen? Jenaer Symposium, Mönchengladbach 2009, S. 323–333.
- Die Rolle der Kinder- und Jugendhilfe im Elternkonflikt. In: Müller-Magdeburg (Hrsg.): Verändertes Denken – zum Wohle der Kinder. Festschrift für Jürgen Rudolph, Baden-Baden 2009, S. 45–54.
- § 36a SGB VIII im Kontext des Kinder- und Jugendhilfeweiterentwicklungsgesetzes (KICK)[4]